# Gekraagde wespvlinder
De gekraagde wespvlinder (Sesia bembeciformis) is een vlinder uit de familie van de wespvlinders (Sesiidae). De voorvleugellengte bedraagt tussen de 15 en 19 millimeter. De imago lijkt erg op de hoornaarvlinder, maar heeft geen gele schouders en kop, alleen een gele kraag. De soort komt verspreid over Europa voor. Hij overwintert normaal gesproken twee jaar als rups.

## Waardplanten
De gekraagde wespvlinder heeft wilgsoorten als waardplanten.

## Voorkomen in Nederland en België
De gekraagde wespvlinder is in Nederland en België een vrij zeldzame maar zeker lokale soort. De vlinder heeft jaarlijks één generatie, die vliegt van begin juni tot halverwege augustus.